# Aleh Antonenka
Aleh Ouladzimiravitch Antonenka - en biélorusse : Алег Уладзiмiравiч Антоненка - ou Oleg Vladimirovitch Antonenko - en russe : Олег Владимирович Антоненко - (né le 1er juillet 1971 à Minsk en URSS) est un joueur professionnel biélorusse de hockey sur glace. Il est le père d'Artsyom Antonenka.

## Biographie

### Carrière en club
En 1988, il commence sa carrière avec le Dinamo Minsk dans le championnat d'URSS. Il remporte le championnat de Russie 1990 en catégorie jeune. Il ajoute à son palmarès l'Ekstraliga 1993, 1994, 1995. Il rejoint alors le Neftekhimik Nijnekamsk puis les Ak Bars Kazan avec qui il décroche Superliga 1997. Il gagne la Vyschaïa liga 2005 avec le HK MVD puis avec le Dinamo Minsk la Coupe de Biélorussie 2006 et une quatrième fois l'Ekstraliga en 2007.

### Carrière internationale
Il représente la Biélorussie au niveau international. Il participe aux Jeux olympiques de 1998, 2006 et 2010 ainsi qu'à de nombreuses éditions des championnats du monde. Il est porte-drapeau de la délégation biélorusse à Vancouver. Il a été capitaine de la sélection.

## Trophées et honneurs personnels
- Ekstraliga
  - 1994 : nommé dans l'équipe type.
  - 1995 : termine meilleur buteur.
  - 2007 : nommé dans l'équipe type.
  - 2007 : termine meilleur buteur.
- Biélorussie
  - 2007 : nommé meilleur joueur.
- Vyschaïa liga
  - 2005 : termine meilleur pointeur des séries éliminatoires.
- Ligue continentale de hockey
  - 2008-2009 : participe au premier Match des étoiles.

## Statistiques
| Saison    | Équipe                      | Ligue         |    | Saison régulière | Saison régulière | Saison régulière | Saison régulière | Saison régulière |    | Séries éliminatoires | Séries éliminatoires | Séries éliminatoires | Séries éliminatoires | Séries éliminatoires |
| Saison    | Équipe                      | Ligue         | PJ | B                | A                | Pts              | Pun              | PJ               | B  | A                    | Pts                  | Pun                  |                      |                      |
| 1988-1989 | Dinamo Minsk                | URSS          | 2  | 0                | 0                | 0                | 0                |                  |    |                      |                      |                      |                      |                      |
| 1989-1990 | Dinamo Minsk                | URSS          | 20 | 1                | 0                | 1                | 6                |                  |    |                      |                      |                      |                      |                      |
| 1991-1992 | Dinamo Minsk                | Superliga     | 18 | 5                | 2                | 7                | 6                |                  |    |                      |                      |                      |                      |                      |
| 1992-1993 | Dinamo Minsk                | Superliga     | 33 | 4                | 2                | 6                | 38               |                  |    |                      |                      |                      |                      |                      |
| 1993-1994 | Tivali Minsk                | Superliga     | 41 | 14               | 3                | 17               | 24               |                  |    |                      |                      |                      |                      |                      |
| 1994-1995 | Tivali Minsk                | Superliga     | 46 | 12               | 7                | 19               | 30               | --               | -- | --                   | --                   | --                   |                      |                      |
| 1994-1995 | Dinamo Minsk                | Ekstraliga    | 10 | 12               | 6                | 18               |                  |                  |    |                      |                      |                      |                      |                      |
| 1995-1996 | Severstal Tcherepovets      | Superliga     | 47 | 2                | 3                | 5                | 18               |                  |    |                      |                      |                      |                      |                      |
| 1996-1997 | Neftekhimik Nijnekamsk      | Superliga     | 40 | 11               | 5                | 16               | 24               |                  |    |                      |                      |                      |                      |                      |
| 1997-1998 | Neftekhimik Nijnekamsk      | Superliga     | 27 | 14               | 8                | 22               | 14               |                  |    |                      |                      |                      |                      |                      |
| 1997-1998 | Ak Bars Kazan               | Superliga     | 9  | 7                | 4                | 11               | 4                |                  |    |                      |                      |                      |                      |                      |
| 1998-1999 | Ak Bars Kazan               | Superliga     | 37 | 7                | 4                | 11               | 26               | 9                | 1  | 2                    | 3                    | 0                    |                      |                      |
| 1999-2000 | HC Vsetín                   | Extraliga     | 16 | 1                | 4                | 5                | 8                | 4                | 0  | 0                    | 0                    | 0                    |                      |                      |
| 1999-2000 | Neftekhimik Nijnekamsk      | Superliga     | 6  | 1                | 1                | 2                | 2                |                  |    |                      |                      |                      |                      |                      |
| 2000-2001 | Torpedo Nijni Novgorod      | Superliga     | 44 | 10               | 17               | 27               | 42               |                  |    |                      |                      |                      |                      |                      |
| 2001-2002 | Severstal Tcherepovets      | Superliga     | 42 | 12               | 18               | 30               | 12               |                  |    |                      |                      |                      |                      |                      |
| 2002-2003 | Severstal Tcherepovets      | Superliga     | 2  | 1                | 0                | 1                | 0                | --               | -- | --                   | --                   | --                   |                      |                      |
| 2002-2003 | Metallourg Novokouznetsk    | Superliga     | 30 | 8                | 11               | 19               | 14               | --               | -- | --                   | --                   | --                   |                      |                      |
| 2003-2004 | Severstal Tcherepovets      | Superliga     | 45 | 7                | 15               | 22               | 22               | --               | -- | --                   | --                   | --                   |                      |                      |
| 2003-2004 | Severstal Tcherepovets 2    | Pervaïa Liga  | 5  | 1                | 4                | 5                | 2                |                  |    |                      |                      |                      |                      |                      |
| 2003-2004 | HK Homiel                   | Ekstraliga    |    |                  |                  |                  |                  | 5                | 1  | 1                    | 2                    | 6                    |                      |                      |
| 2004-2005 | HK MVD                      | Vyschaïa Liga | 45 | 22               | 15               | 37               | 16               | 13               | 7  | 8                    | 15                   | 2                    |                      |                      |
| 2005-2006 | HK MVD                      | Superliga     | 28 | 11               | 6                | 17               | 18               | --               | -- | --                   | --                   | --                   |                      |                      |
| 2005-2006 | Dinamo Minsk                | Ekstraliga    | 10 | 7                | 4                | 11               | 2                |                  |    |                      |                      |                      |                      |                      |
| 2006-2007 | Dinamo Minsk                | Ekstraliga    | 48 | 32               | 22               | 54               | 18               | 11               | 6  | 5                    | 11                   | 4                    |                      |                      |
| 2007-2008 | HK MVD                      | Superliga     | 44 | 17               | 14               | 31               | 20               | --               | -- | --                   | --                   | --                   |                      |                      |
| 2008-2009 | HK MVD                      | KHL           | 49 | 18               | 11               | 29               | 14               | --               | -- | --                   | --                   | --                   |                      |                      |
| 2009-2010 | Avtomobilist Iekaterinbourg | KHL           | 13 | 4                | 3                | 7                | 2                |                  |    |                      |                      |                      |                      |                      |
| 2009-2010 | Dinamo Minsk                | KHL           | 24 | 9                | 5                | 14               | 10               |                  |    |                      |                      |                      |                      |                      |
| 2010-2011 | Molot Prikamie Perm         | VHL           | 4  | 0                | 0                | 0                | 0                |                  |    |                      |                      |                      |                      |                      |
| 2010-2011 | HK Homiel                   | Ekstraliga    | 44 | 15               | 16               | 31               | 16               | 5                | 4  | 4                    | 8                    | 18                   |                      |                      |